# Kopito (Cetinje)
Pour les articles homonymes, voir Kopito.
Kopito (en serbe cyrillique : Копито) est un village du sud du Monténégro, dans la municipalité de Cetinje.

## Démographie

### Évolution historique de la population[1]
| 1948 | 1953 | 1961 | 1971 | 1981 | 1991 | 2003 |
| ---- | ---- | ---- | ---- | ---- | ---- | ---- |
| 98   | 94   | 68   | 47   | 44   | 44   | 29   |